# Бро ле Шател
Бро ле Шател (фр. Braux-le-Châtel) насеље је и општина у североисточној Француској у региону Шампањ-Арден, у департману Горња Марна која припада префектури Шомон.
По подацима из 2011. године у општини је живело 140 становника, а густина насељености је износила 13,18 становника/km². Општина се простире на површини од 10,62 km². Налази се на средњој надморској висини од 241 метар.

## Демографија
| 1962. | 1968. | 1975. | 1982. | 1990. | 1999. | 2011. |
| ----- | ----- | ----- | ----- | ----- | ----- | ----- |
| 135   | 161   | 163   | 132   | 121   | 129   | 140   |

График промене броја становника у току последњих година